# クロアチア軍政国境地帯

クロアチア軍政国境地帯
Militärgrenze (ドイツ語)
Vojna granica (クロアチア語)
Vojna krajina (クロアチア語)
határőrvidék (ハンガリー語)
Croatian Military Frontier (英語)

1868年のクロアチア軍政国境地帯の地図（赤色）

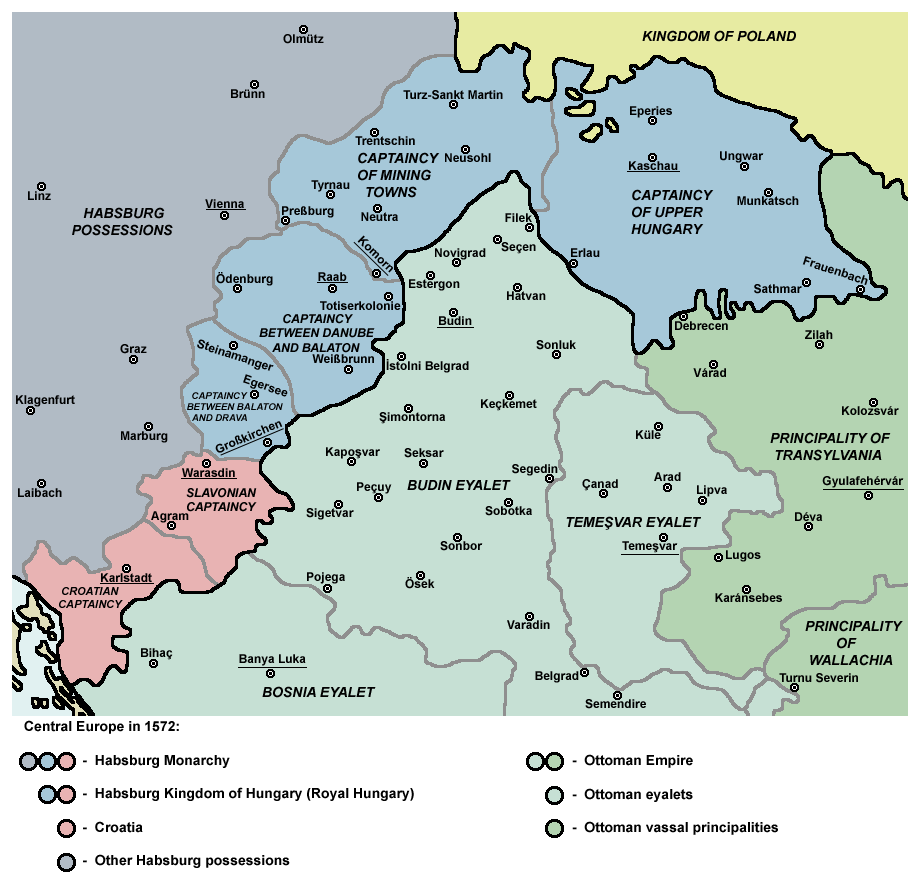
1572年、設立当初に近いクロアチア軍政国境地帯（赤色部分の南西の地域、「CROATIAN CAPTAINCY」とある部分）

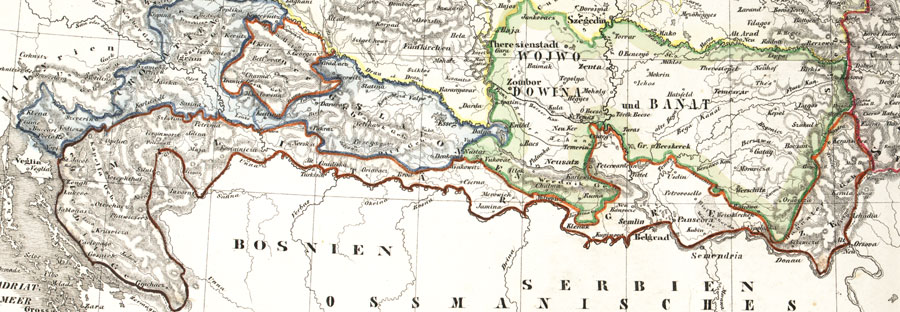
軍政国境地帯の地図。クロアチア軍政国境地帯とスラヴォニア軍政国境地帯の境界には色が付いていないため注意。

クロアチア軍政国境地帯（クロアチア語: Vojna krajinaまたはVojna granica）は、ハプスブルク帝国、オーストリア帝国及びオーストリア＝ハンガリー帝国時代に現在の中央クロアチアに置かれた軍政国境地帯である。

## 歴史
クロアチア軍政国境地帯は、オスマン帝国の北進を受けて16世紀後半にクロアチア王国領から設立された。設立当初は名目上クロアチア王国の一部であったが、1627年に軍政国境地帯の一部としてオーストリアの直轄になった。オスマン帝国の脅威に曝され続けるため、軍政国境地帯ではオーストリア大公が住民に自由な土地と信教の自由を約束していた。人口の大部分はクロアチア人、セルビア人、ヴラフ人によって占められていた。上記の自由を認められた代わりに、この地域の住民には兵役の義務が課された。1630年、皇帝フェルディナント2世は、「ヴラーフの規約（statuta valachorum）」を制定し 、住民は16歳から66歳まで兵役に服することとなった。17世紀の終わりには、クロアチア軍政国境地帯の領土が拡大して東部の旧オスマン帝国領も含まれるようになり、軍政国境地帯の一部はクロアチア王国へと引き渡された。また、1783年にはザグレブに本部を置くクロアチア総司令部による画一の管理下に置かれることとなった。クロアチア軍政国境地帯は1873年8月8日に非武装地帯となり、1881年7月15日、スラヴォニア軍政国境地帯と共にクロアチア＝スラヴォニア王国に編入されて消滅した。

## 地理
クロアチア軍政国境地帯にはリカ、コルドゥン、バノヴィナ地域が含まれ、西はアドリア海、南はヴェネツィア共和国、北西はハプスブルク家領クロアチア王国、北はハプスブルク家領ハンガリー王国、東はハプスブルク家領スラヴォニア王国とスラヴォニア軍政国境地帯、南東はオスマン帝国と接していた。
ウナ川とサヴァ川の合流点付近でスラヴォニア軍政国境地帯と接するまで広がったが、他の軍政国境地帯と同様、19世紀後半には政体として存在しなくなった。

## 軍
クロアチア軍政国境地帯には3つの総司令部（クロアチア語: Generalat  ）が置かれ、8個連隊に分割されていた。
- ヴァラジュディン総司令部
  - クリジェヴツィ連隊N°V
  - ドゥルデヴァク連隊N°VI
- カルロヴァツ総司令部
  - リカ連隊番号I
  - オトチャック連隊N°II
  - オグリン連隊N°III
  - スルニ連隊N°IV
- ザグレブ総司令部
  - グリナ連隊N°X
  - ペトリニャ連隊N°XI

## 人口統計
1802年の推定人口は以下の構成であった。
- 195,300人のローマ・カトリック教徒
- 180,800人の正教徒

1820年の推定人口は以下の通りであった。
- 207,747人のローマ・カトリック教徒
- 198,728人の正教徒

ハンガリーの統計学者エレク・フェニイェスによると、1840年、クロアチア軍政国境地帯には498,947人の住民がおり、民族構造は次のとおりであった。
- 258,454人のクロアチア人
- 240,493人のセルビア人

1857年からの近代的な国勢調査では、クロアチア軍政国境地帯の民衆の宗教を記録した。以下は1857年のデータである。
- 285,344人のローマ・カトリック教徒
- 253,429人の正教徒
- 5,433人の東方典礼カトリック教徒

クロアチア軍政国境地帯とスラヴォニア軍政国境地帯の労働人口の74.8％が農業に従事し、18.63％が非常設の兵士であり、3.11％が工業に従事していた。

## さらに読む
- Rothenberg, Gunther E. (June 1960). “The Origins of the Austrian Military Frontier in Croatia and the Alleged Treaty of 22 December 1522”. The Slavonic and East European Review (Maney Publishing) 38 (91):  493–498.
- Rothenberg, Gunther E. (March 1964). “The Struggle over the Dissolution of the Croatian Military Border, 1850–1871”. Slavic Review (American Association for the Advancement of Slavic Studies) 23 (1):  63–78. doi:10.2307/2492376. JSTOR 2492376.
- Fodor, ed (2000). Ottomans, Hungarians, and Habsburgs in Central Europe: The Military Confines in the Era of Ottoman Conquest. BRILL. ISBN 9004119078
- 河野淳『ハプスブルクとオスマン帝国：歴史を変えた＜政治＞の発明』講談社＜講談社選書メチエ＞、2010年。ISBN 978-4-06-258471-5
- カール・カーザー『ハプスブルク軍政国境の社会史：自由農民にして兵士』（越村勲・戸谷浩編訳）学術出版会、2013年。ISBN 978-4-284-10398-5